# سولومون شيلدز
سولومون شيلدز (بالإنجليزية: Solomon Shields)‏ (14 أكتوبر 1989 في المملكة المتحدة - ) هو لاعب كرة قدم بريطاني في مركز الوسط. لعب مع نادي ليتون أورينت وسانت ألبانز سيتي وWalthamstow F.C. ‏.

## وصلات خارجية
- سولومون شيلدز على موقع قاعدة بيانات كرة القدم.إي يو (الإنجليزية)
- سولومون شيلدز على موقع Soccerbase.com (لاعب) (الإنجليزية)